# Вицекрал
Вицекрал e кралски служител, който управлява от името на монарха и като негов представител. Терминът произлиза от съчетанието на западната монархическа титла крал и латинската представка vice-, означаваща заместник. Тази етимологична алюзия често създава впечатление, че тази длъжност е с по-висок ранг от длъжността генерал-губернатор, но де факто е неформално нейно наименование.